# Asklepiodotos von Alexandria
Asklepiodotos von Alexandria (altgriechisch Ἀσκληπιόδοτος Asklēpiódotos; † vor 526) war ein spätantiker griechischer Philosoph ägyptischer Herkunft. Er gehörte der neuplatonischen Schule in Athen an und war ein Schüler und Freund des Proklos. Seine Lebenszeit fällt ins 5. und möglicherweise noch ins frühe 6. Jahrhundert. Der historischen Überlieferung zufolge soll er sich mit seinem Forscherdrang und Scharfsinn und seiner außergewöhnlich umfassenden Bildung, insbesondere hoher naturwissenschaftlicher Kompetenz, großes Ansehen erworben haben. Eine Einschätzung aus moderner Sicht ist aber nicht möglich, da keine Einzelheiten zu seiner Lehre überliefert sind.  

## Leben
Die ungefähre chronologische Einordnung ergibt sich aus Asklepiodotos’ Schülerverhältnis zu dem 485 gestorbenen Proklos. Als Damaskios zwischen 517 und 526 seine Philosophische Geschichte schrieb, war Asklepiodotos nicht mehr am Leben.
Asklepiodotos stammte aus einer in bescheidenen Verhältnissen lebenden Familie von Alexandria in Ägypten. Sein Vater war möglicherweise Antonios von Alexandria, den Damaskios lobend beschreibt. Nach Damaskios’ Darstellung war Antonios ein einfacher, sehr religiöser Mann von vorbildlichem Lebenswandel, doch ohne besondere wissenschaftliche oder philosophische Begabung. Diese Schilderung ähnelt den Angaben des Damaskios über Asklepiodotos’ Vater. Jedenfalls war die Familie der alten Religion ergeben, stand also in Opposition zum Christentum, das damals im Oströmischen Reich Staatsreligion war.
Schon als Kind soll Asklepiodotos Scharfsinn und eine außerordentliche Wissbegierde an den Tag gelegt haben. Er befasste sich schon früh mit naturkundlichen Fragen, vor allem mit Botanik und Zoologie, sowie mit Materialkunde und handwerklicher Technik. Durch eifriges Studium von Fachliteratur und Befragung von Fachleuten erwarb er sich Kenntnisse auf allen Wissensgebieten. Der prominente Arzt Jakobos mit dem Beinamen Psychristos führte ihn in die Heilkunde ein. Später soll Asklepiodotos diesen Lehrer in mancher Hinsicht übertroffen haben; Damaskios berichtet, er habe den Weißen Germer als Heilpflanze wiederentdeckt und mit großem Erfolg bei als unheilbar geltenden Leiden eingesetzt. Sein Forscherdrang richtete sich auch auf die Musik, wo er sich besonders um das Verständnis der Enharmonik bemühte, und auf die Akustik der menschlichen Stimme; er übte sich in der Imitation aller Tierstimmen und jedes beliebigen Geräusches.
Asklepiodotos kam nach Athen und studierte dort an der neuplatonischen Philosophenschule. Damaskios berichtet, er sei für das Studium der Metaphysik und religiöser Lehren wie der Orphik unbegabt gewesen, doch habe er als Naturwissenschaftler alle seine Zeitgenossen übertroffen und auch in der Mathematik Hervorragendes geleistet; damit habe er großen Ruhm erlangt. Er habe ein Talent dafür gehabt, schwierige Fragen aufzuwerfen; weniger ausgeprägt sei aber seine Fähigkeit gewesen, den Ausführungen anderer zu folgen. Auf dem Gebiet der Ethik habe er stets Neuerungen einführen wollen. Dabei habe er, wie Damaskios tadelnd vermerkt, einen reduktionistischen Ansatz vertreten und Erklärungen nur im Rahmen der Gegebenheiten der sinnlich wahrnehmbaren Welt gesucht. Das Verständnis für den intelligiblen (nur geistig erfassbaren) Bereich habe ihm gefehlt. Daher sei sein Geist nicht so vollendet gewesen, wie meist angenommen wurde. Da Damaskios und Zacharias aber auch mitteilen, dass Asklepiodotos sich mit magischen und religiösen Praktiken beschäftigte, sind die Angaben über mangelnde Befähigung zu religiös-metaphysischem Denken nicht im Sinne eines fehlenden Interesses an diesem Themenbereich zu verstehen.
Trotz seiner angeblich fehlenden Befähigung zum Verständnis metaphysischer Lehren studierte Asklepiodotos bei dem Neuplatoniker Proklos, der von 437 bis 485 die neuplatonische Schule leitete und der führende Metaphysiker seiner Zeit war. Proklos widmete ihm seinen Kommentar zu Platons Dialog Parmenides; dort bezeichnete er ihn als seinen besten Freund und lobte seine philosophische Begabung. Ein so enges Verhältnis zu einem dezidierten Metaphysiker wie Proklos ist schwer mit der Behauptung des Damaskios vereinbar, Asklepiodotos sei auf dem Gebiet der Metaphysik unbegabt gewesen. Simplikios, ein Schüler des Damaskios, behauptet, Asklepiodotos sei der beste Schüler des Proklos gewesen; er habe wegen seines außerordentlichen Scharfsinns zu Neuerungen geneigt und sei von Proklos’ Lehre abgewichen, beispielsweise hinsichtlich des Verständnisses der Zeit.
Von der Eigenwilligkeit des Asklepiodotos und seinem Widerspruchsgeist zeugt auch eine von Damaskios mitgeteilte Anekdote, der zufolge der junge Asklepiodotos den Gelehrten Domninos von Larisa, einen Schüler des berühmten Neuplatonikers Syrianos, aufsuchte. Dabei soll er Domninos bei einer Meinungsverschiedenheit über ein arithmetisches Theorem so respektlos und nachdrücklich widersprochen haben, dass dieser ihn nicht mehr zu seinem Unterricht zuließ. Andererseits beschreibt ihn Damaskios aber auch als umgänglich; er sei sowohl in ernsthaften Diskussionen als auch in heiteren Unterhaltungen ein angenehmer Gesprächspartner gewesen.
Zu seinen Schülern gehörte Isidor, der später zum Scholarchen (Schulleiter) gewählt wurde und dessen Schüler Damaskios war.
Nach dem Abschluss seiner Tätigkeit in Athen begab sich Asklepiodotos zunächst nach Syrien, wo er – wie Damaskios berichtet – „das Verhalten der Menschen studierte“. Später lebte er in der Stadt Aphrodisias in Karien, im Südwesten Kleinasiens, wo ihn Damaskios besuchte. Ausgrabungen von 1981/82 haben dort Porträts zutage gefördert, die darauf deuten, dass der Gebäudekomplex, in dem sie aufgestellt waren, eine Versammlungsstätte von Neuplatonikern war. Roland R. R. Smith meint, dass es sich um eine von Asklepiodotos betriebene philosophische Schule handeln könnte.
Asklepiodotos heiratete um 480 Damiane, eine Tochter des Asklepiodotos von Aphrodisias, eines einflussreichen Lokalpolitikers, der auch in der Gunst des Kaisers stand. Da die Ehe einige Zeit kinderlos blieb, reiste das Ehepaar nach Ägypten, um dort die Hilfe der Göttin Isis zu erlangen. Der feindseligen Schilderung des Christen Zacharias zufolge blieben diese Bemühungen erfolglos; darauf sollen die beiden in Ägypten ein fremdes Neugeborenes gekauft und als ihr Kind ausgegeben haben. Das angebliche Wunder, dass eine unfruchtbare Frau ein Kind bekam, sei dann von den Gegnern des Christentums für religiöse Propaganda genutzt worden. Damaskios hingegen schreibt, Damiane sei dank göttlicher Hilfe schwanger geworden. Er erwähnt auch, dass Asklepiodotos bei seinem Tod Töchter hinterließ.

## Werke und Lehre
Von Asklepiodotos sind keine Schriften erhalten, von seinen philosophischen Lehren sind keine Einzelheiten bekannt. Der im 6. Jahrhundert lebende Neuplatoniker Olympiodoros, der ihn als großen Philosophen bezeichnet, erwähnt einen von ihm verfassten Kommentar zu Platons Dialog Timaios. Damaskios berichtet von Hymnen, die Asklepiodotos dichtete.